# Припрема угља у Србији
Припрема угља у Србији је процес којим се обезбеђује квалитет угља за специфичне намене.Под тим процесима подразумева се чишћење угља од неорганских компоненти, дробљењем, класирањем или истовремено дробљењем и класирањем специјалним поступцима (сушење, коксовање, швеловање). Процеси чишћења угља током експлоатације условљена су са три примарна фактора као сто су геолошки састав рудног тела и тип материјала у подини, повлати и прослојцима јаловине, дебљином слоја који се експлоатише и начином експлоатације.

## Увод
Да би се угаљ ефикасно и рационално могао користити, потребно га је пре употребе на одговарајући начин припремити.
Откопавање угља у Србији врши се површинском, подземном и подводном експлоатацијом, а у оквиру сваке од њих присутна су и постројења за припрему угља.
Припрема угља се састоји у:
- Одстрањивању грубих механичких примеса
- уситњавању
- просејавању и раздвајању по величини
- делимичном ослобађању од влаге

Поступци одстрањивања грубих механичких нечистоћа и влаге, као и грубо дробљење обично се изводе по вађењу угља, а остали
процеси изводе се зависно од намене.

## Производи у припреми минералних сировина
Проучавање  процеса који прате припему минералних сировина,од уласка  минералне сировине у погон до изласка из погона, уочиће се да ту има више производа. Сви ти производи су терминолошки  одређени и дефинисани. Код металичних неметаличних минералних сировина а то су улаз, концентрат, међупроизвод и јаловина. Код угљева терминологија је нешо промењена  те се као производи препознавају ровни угаљ, чист угаљ,  међупроизвод и јаловина.
Улаз представља минералну сировину  која као производ рударске експлоатације долази у постројење за припрему минералних сировина. У неким посебним случајевима "улаз" представља минералну сировину која је прошла један степен прераде и која долази на додатну прераду или издвајање друге корисне минералне сировине. Могло би се рећи да се као "улаз" посматра минерална сировина на челу или улазном делу сваке машине. Улаз у постројење за чишћење угља назива се ровни угаљ.

## Дробљење
Дробљење се обавља тако што матераијал слободно упада између ваљака који га захватају и дробе. Издробљен материјал слободно испада из дробилице на траку која га одводи даље у процес прераде. Регулација отвора за пражњење врши се преко опруга и померљивог вратила, односно ваљака. Исти систем се користи  и у случају да у простор за дробљење упадне неки тврђи, недробљив комад.

### Ударне дробилице
Ударне дробилице се користе за све три степена дробљења,мада се чешће користе за секундарно и терцијано дробљење. Користе се за дробљење минералних сировина (отпорност на притисак 5 до 100 Мпа) и угља.Дробљење се врши силом удара. Улазна крупноћа се обично креће од 600 до 800 мм,мада могу прихватити и комадае величине 1500 мм. Постоје роторне дробилице  које се често називају и ударним дробилицама и оне су са једним ротором,два ротора и и покретним одбојним плочама. Друга врста јесу чекићне дробилице  са једним или два ротора. Основни делови роторних дробилица су кућиште, вратило, ланци и погонска група. Дробећа тела односно ударни елементи могу имати различит облик и величину, а на ротор могу бити стабило учвршћени или посредно преко амонтизера (карактеристично за роторне  или ударне дробилице) односно могу бити флексибилни (карактеристично за чекићну дробилицу). Ударни елементи се раде од различитих легираних материјала како би се спречило њихово хабање. Хабање је по правилу неравномерно јер се више хаба страна са којом чекићи ударају минералну сировину и централно распоређени чекићи, то су реверзибилне ударне дробилице а већег трошења чекића у средини дробеће зоне бољим,равномернијим хабањем.

### Сајзери
Суштински представљају комбинацију погонских решетки (ткз."ролен рост") и дробилица са назубљеним ваљцима. Основни концепт је базиран на примени ротора са дугачикм зубима и осовине релативног малог пречника и мале брзине обртања. Користи се за дробљење меких, умерно тврдих и жилавих минералних сировина (отпорност на притисак испод 200 МПа) најчешће угља и рудничке откривке. Произвођачи их препоручују за дробљење влазних и лепљивих материјала.остварују високе капацитете и птрко 10.000т/х али  им је крупноћа  излаза готово увек изнад 50 мм. Степен уситњавања ових дробилица је 4 до 6.

## Kласе крупноће угља
Класа крупноће је материјал који прође кроз сито са већим отворима и задрзи се  на наредном ситу са мањом величином отвора.
Већина савремених постројења за припрему угља у свету третира угаљ до крупноће (150 м) а нека чисте комплетан ровни угаљ. Уобичајено је да се угаљ класира на две или три класекрупноће (четврта класа је  у постројењима где се чисти сав ровни угаљ), и да се свака класа крупноће посебно третира.У скоријој прошлости ровни угаљ се најчешће класирао и дробио до крупноће 100% (-150), (100) мм, док је данас тренд да се ровни угаљ сведе на крупноћу 100% (-37) мм. Уситњавање угља до крупноће 100% (-37) мм обавља се у роторним дробилицама (сајзерима) укојима не долази до дробљења ситнијег угља из ровног угља, што омогућује даље третирање одговарајућим поступцима само две класе крупноће. У зависности од начина експлоатације и карактеристика угља, количина јаловине креће се од 5 до 15% масено у односу на ровни угаљ.

## Делимично острањивање влаге
Острањивање се може вршити:сушењем, дренирањем, центрифугирањем и филтрирањем. Дренирање се користи код депонованог угља у бункерима,
на непомичним решеткама, на складишту итд. Код свих поступака одстрањује се добар део грубе влаге. Зависно од намене угаља одстрањивање
влаге може се вршити и у сушницама.

## Процес чишћења угља
Типично, угаљ различитих класа крупноће захтева и различите процесе чишћења. Чишћење у тешкој средини примењује се до крупноће од 1 мм, и то у коритастим и бубњастим у ређајима за угаљ крупноће до + 9 мм, а у циклонима са тешком средином до + 1 мм . Чишћење угља крупноће - 0,15 мм врши се флотирањем, где се као колектор користи лож уље а као пенушач гликол или метилизобутил карбинол. Сходно намени угља, код нас се процеси чишћења угља примењују на мрким, мрколигнитским, полуантрацитским и каменим угљевима, који се добијају подземном експлоатацијом угља.

### Припрема лигнита
Лигнити из површинских копова припремају се процесима дробљења до крупноће која се захтева за сагоревање у термоелектранама, процесима дробљења и класирања код издвајања угља за широку потрошњу на сувим сепарацијама у Костолцу и дробиличном постројењу на ПК Тамнава и поступцима гравитацијске концентрације у суспензији са кварцним песком у мокрој сепарацији Колубара, која претходи процесу сушења по Флајснеровом поступку. Откопавање угља у Србији почиње у првој половини 19 века након ослобођења од Турске, а у складу са бржим развојем привреде. Први отворен рудник на територији данашње Србије био је рудник Врдник на Фрушкој гори, 1804. године, чиме је означен почетак експлоатације и припрем угља.Године 1836. у селу Млива код Деспотовца отворен је први државни рудник угља а године 1846. и први приватни рудник каменог угља Добра на Дунаву.